# Jocurile Olimpice de Tineret 2016
Jocurile Olimpice de Tineret 2016 (norvegiană: Vinter-OL for ungdom 2016) au avut loc în perioada 12 - 21 februarie 2016 atât în orașul Lillehammer, Norvegia cât și în localitățile din jurul lui. A fost cea de-a patra ediție a Jocurilor Olimpice de Tineret și a cea de-a doua ediție de iarnă. Lillehammer a fost ales oraș gazdă pe 7 decembrie 2011, fiind singurul candidat. Au fost refolosite arenele sportive de la Jocurile Olimpice de iarnă din 1994. Pe lângă orașul Lillehammer, probele s-au desfășurat și în localitățile Hamar, Gjoevik și Oeyer.

## Selectarea orașului gazdă
Lillehammer a fost singurul oraș care a candidat pentru organizarea Jocurilor. Comitetul Olimpic Norvegian a discutat cu autoritățile norvegiene și cele locale posibilitatea unei candidaturi și în cele din urmă a trimis una Comitetului Internațional Olimpic (CIO). Orașul Lillehammer a găzduit ediția din 1994 a Jocurilor Olimpice de iarnă. În 2012, s-a înscris în cursă pentru organizarea Jocurilor Olimpice de Tineret, dar orașul nu a reușit să devină un candidat. Orașele Lake Placid, Lucerna, Zaragoza și Sofia și-au exprimat interesul pentru organizarea JOT, dar nu și-au depus candidatura.
 Pe 7 decembrie 2011, CIO a ales drept oraș gazdă Lillehammer.

## Simboluri

### Sigla și motoul
Logo-ul Jocurilor Olimpice de Tineret 2016 este unul simplu, fără detalii specifice acestei ediții. A fost compus de patru studenți de la Universitatea din Gjoevik: Marianne Ågotnes, Anja Rullestad, Marte Stensrud și Live Andrea Sulheim, fiind dezvăluit pentru prima dată pe 15 noiembrie 2013.
Motoul „Continuați. Creați ziua de mâine” (Go beyond. Create tomorrow) indică rolul vital al tineretului în acest eveniment.

### Mascota
Comitetul de Organizare al JOT 2016 a lansat o competiție internațională pentru selecția mascotei, în martie-aprilie 2014. Mascota trebuia să reprezinte un animal (unul obișnuit sau unul fantastic), cu aspect tânăr, sportiv, deschis, care să fie reprezentativ pentru Jocurile de la Lillehammer. Un juriu format din organizatori și artiști au restrâns selecția la doar trei variante: nevăstuică, râs sau elan. Votarea s-a făcut pe pagina oficială de Facebook a Jocurilor. Câștigător a fost râsul, creația lui Line Ansethmoen, în vârstă de 19 ani.
Numele mascotei este Sjogg, ceea ce înseamnă zăpadă în zonele de lângă Lillehammer.

### Medaliile
O competiție pentru crearea modelului medaliilor a fost lansată pe 25 martie 2015 și s-a încheiat pe 30 iunie în același an. Un juriu format din 14 persoane a avut misiunea de a alege modelul câștigător, din peste 300 de înscrieri. Competiția a fost câștigată de Burzo Ciprian (20 de ani), din România,  urmat de Dora Korponay (45 de ani) din România și Nikhil Bapna (22 de ani) din India.
Ciprian a declarat după aflarea veștii că „Pentru mine a fost unul dintre cele mai tari sentimente după ce am fost anunțat că am câștigat. E un moment frumos, mai ales că știu că design-ul meu va rămâne în istoria Jocurilor Olimpice de Tineret. Sunt mândru de ce am realizat.” Titlul creației a fost „Către VÂRF” (To the TOP).

### Torța olimpică
Torța olimpică a fost aprinsă pe data de 1 decembrie 2015 în Olimpia antică, conform tradiției care datează încă din 1896. Prima destinație a fost Parlamentul Norvegiei, pe 2 decembrie. Defilarea torței olimpice a început pe 11 ianuarie în „orașul aurorelor boreale”, Alta și traversează fiecare județ al Norvegiei, fiind organizate în total 21 de evenimente în cele 19 județe. Hedmark și Oppland, județe în care se vor organiza Jocurile, au fost vizitate de două ori.
În cadrul ceremoniei de deschidere, torța a pătruns în arenă, purtată de Marit Bjoergen, de zece ori medaliată olimpică, și de A.S.R. Prințesa Ingrid Alexandra a Norvegiei.

## Jocurile

### Țări participante
71 de națiuni s-au calificat cu cel puțin un sportiv la probele sportive din cadrul Jocurilor Olimpice de Tineret 2016. Șapte țări au debutat în cadrul JOT de iarnă: Columbia, Israel, Jamaica, Kenya, Malaezia, Portugalia și Timorul de Est.

Numărul din paranteze indică numărul de sportivi calificați.
- Africa de Sud (1)
- Andorra (2)
- Argentina (9)
- Armenia (2)
- Australia (17)
- Austria (35)
- Belarus (16)
- Belgia (9)
- Bosnia și Herțegovina (5)
- Brazilia (10)
- Bulgaria (12)
- Canada (54)
- Cehia (43)
- Chile (8)
- China (23)
- Cipru (1)
- Columbia (1)
- Coreea de Sud (31)
- Croația (8)
- Danemarca (4)
- Elveția (48)
- Estonia (14)
- Finlanda (42)
- Franța (32)
- Georgia (2)
- Germania (44)
- Grecia (3)
- India (1)
- Iran (2)
- Irlanda (1)
- Islanda (3)
- Israel (2)
- Italia (37)
- Jamaica (1)
- Japonia (31)
- Kazahstan (20)
- Kenya (1)
- Kârgâzstan (1)
- Letonia (14)
- Liban (2)
- Liechtenstein (2)
- Lituania (10)
- Luxemburg (1)
- Macedonia (2)
- Malaezia (1)
- Marea Britanie (16)
- Mexic (2)
- Monaco (1)
- Mongolia (2)
- Muntenegru (2)
- Nepal (1)
- Norvegia (73) (gazdă)
- Noua Zeelandă (11)
- Olanda (13)
- Polonia (21)
- Portugalia (1)
- Republica Moldova (2)
- România (22)
- Rusia (72)
- San Marino (1)
- Serbia (3)
- Slovacia (33)
- Slovenia (20)
- Spania (6)
- Statele Unite ale Americii (62)
- Suedia (39)
- Taipeiul Chinez (4)
- Timorul de Est (1)
- Turcia (13)
- Ucraina (23)
- Ungaria (15)

### Calendar
Tabelul de mai jos prezintă probele și zilele în care sunt înmânate medalii (culoarea galbenă), probele eliminatorii (culoarea albastră) și ceremonia de deschidere (culoarea verde) și cea de închidere (culoarea roșie) a Jocurilor Olimpice de Tineret. Datele sunt în conformitate cu Ora Norvegiei (UTC+01:00).
| CD | Ceremonia de deschidere | ● | Eveniment competițional | 1 | Eveniment final | CÎ | Ceremonia de închidere |

| Februarie                      | 12 Vi | 13 Sâ | 14 Du | 15 Lu | 16 Ma | 17 Mi | 18 Jo | 19 Vi | 20 Sâ | 21 Du | Probe |
| ------------------------------ | ----- | ----- | ----- | ----- | ----- | ----- | ----- | ----- | ----- | ----- | ----- |
| Ceremonii                      | CD    |       |       |       |       |       |       |       |       | CÎ    |       |
| Biatlon                        |       |       | 2     | 2     |       | 1     |       |       |       | 1     | 6     |
| Bob                            |       |       |       |       |       |       |       |       | 2     |       | 2     |
| Combinata nordică              |       |       |       |       | 1     |       |       |       |       |       | 1     |
| Curling                        | ●     | ●     | ●     | ●     | ●     | 1     |       | ●     | ●     | 1     | 2     |
| Hochei pe gheață               | ●     | ●     | ●     | ●     | 1     |       | 1     | ●     | ●     | 2     | 4     |
| Patinaj artistic               |       | ●     | ●     | 2     | 2     |       |       |       | 1     |       | 5     |
| Patinaj viteză                 |       | 2     |       | 2     |       | 1     |       | 2     |       |       | 7     |
| Patinaj viteză pe pistă scurtă |       |       | 2     |       | 2     |       |       |       | 1     |       | 5     |
| Sanie                          |       |       | 1     | 2     | 1     |       |       |       |       |       | 4     |
| Sărituri cu schiurile          |       |       |       |       | 2     |       | 1     |       |       |       | 3     |
| Scheleton                      |       |       |       |       |       |       |       | 2     |       |       | 2     |
| Schi acrobatic                 |       |       | 2     | 2     |       |       |       | 1     | 1     |       | 6     |
| Schi alpin                     |       | 2     | 2     |       | 1     | 1     | 1     | 1     | 1     |       | 9     |
| Schi fond                      |       | 2     |       |       | 2     |       | 2     |       | 1     |       | 7     |
| Snow-board                     |       |       | 2     | 2     | 1     |       |       | 1     | 1     |       | 7     |
| Total probe                    |       | 6     | 11    | 12    | 13    | 4     | 5     | 7     | 8     | 4     | 70    |
| TOTAL                          |       | 6     | 17    | 29    | 42    | 46    | 51    | 58    | 66    | 70    |       |
| Februarie                      | 12 Vi | 13 Sâ | 14 Du | 15 Lu | 16 Ma | 17 Mi | 18 Jo | 19 Vi | 20 Sâ | 21 Du | Probe |

### Sporturi
La JOT au fost incluse 70 de probe sportive în cadrul a 15 discipline, ce aparțin de 7 sporturi.
- Biatlon (6)
- Bob (2)
- Combinata nordică (1)
- Curling (2)
- Hochei pe gheață (4)
- Patinaj artistic (5)
- Patinaj viteză (7)
- Patinaj viteză pe pistă scurtă (5)
- Sanie (4)
- Sărituri cu schiurile (3)
- Schi acrobatic (6)
- Schi alpin (9)
- Schi fond (7)
- Scheleton (2)
- Snow-board (7)

Au fost adăugate 11 probe sportive, față de ediția precedentă a JOT de iarnă:
Biatlon (1)
- Ștafetă mixtă individuală

Bob (2)
- Cursă monobob (masculin/feminin)

Combinat (2)
- Probă mixtă combinata nordică
- Ștafetă mixtă schi-snow-board

Schi acrobatic (2)
- Slopestyle (masculin/feminin)

Schi fond (2)
- Ștafetă (masculin/feminin)

Snow-board (2)
- Ștafetă (masculin/feminin)

### Clasamentul pe medalii
Primele zece Comitete Olimpic Naționale (CON) sunt afișate mai jos în ordinea medaliilor de aur câștigate. Țara gazdă, Norvegia, este evidențiată.
      Țara gazdă (Norvegia)
| Loc | Țară                             | Aur | Argint | Bronz | Total |
| --- | -------------------------------- | --- | ------ | ----- | ----- |
| 1   | Statele Unite ale Americii (USA) | 10  | 6      | 0     | 16    |
| 2   | Coreea de Sud (KOR)              | 10  | 3      | 3     | 16    |
| 3   | Rusia (RUS)                      | 7   | 8      | 9     | 24    |
| 4   | Germania (GER)                   | 7   | 7      | 8     | 22    |
| 5   | Norvegia (NOR)                   | 4   | 9      | 6     | 19    |
| —   | Echipele mixte                   | 4   | 4      | 5     | 13    |
| 6   | Elveția (SUI)                    | 4   | 3      | 4     | 11    |
| 7   | China (CHN)                      | 3   | 5      | 2     | 10    |
| 8   | Canada (CAN)                     | 3   | 2      | 1     | 6     |
| 9   | Suedia (SWE)                     | 3   | 2      | 0     | 5     |
| 10  | Slovenia (SLO)                   | 3   | 0      | 2     | 5     |

## Legături externe
- Site web oficial en  no